# Strøjers Møbelfabrik
Strøjers Møbelfabrik er en møbelfabrik, der især arbejder med fremstilling af en gamle engelsk møbelstil, kaldet Hepplewhite.
Strøjers Møbelfabrik blev grundlagt af Oluf Strøjer i 1920. Virksomheden er i dag ejet og drevet af Kim Ellegaard. 

## Historie
- D. 01.10.1920 åbnede Oluf Strøjer en møbelfabrik i Overgade 46 i Odense.

- I 1931 byggede Oluf Strøjer en ny fabriksbygning på Skovgyden 27 i Odense og flyttede møbelfabrikken hertil.

- D. 01.05.1949 blev 2. generation, Ejner Strøjer, ansat i firmaet. Ejner Strøjer var forinden blevet udlært møbelsnedker og havde derefter taget møbelkonstruktøreksamen. I begyndelsen fungerede Ejner Strøjer som værkfører og i 1957 blev han partner i virksomheden.

- I 1967 købte Ejner Strøjer virksomheden af Oluf Strøjer.

- I 1968 blev Kim Ellegaard ansat som lærling i virksomheden. Kim Ellegaard har siden været ansat her, dog afbrudt af militærtjeneste og en periode fra 1979 til 1983, hvor Kim Ellegaard bl.a. var ansat ved amtet på en møbelfabrik.

- D. 01.07.1988 købte Kim Ellegaard virksomheden af Ejner Strøjer og ændrede samtidig navnet til STRØJERS MØBELFABRIK, men forsatte produktionen på Skovgyden 27.

- D. 01.07.1993 købte Kim Ellegaard en tidligere møbelfabrik på Nørregade 99 i Glamsbjerg og flyttede produktionen hertil.

- Den primære produktion består af Hepplewhite spisestue møbel, som nu er blevet produceret i mere end 50 år, men samtidig er virksomheden underleverandør for andre bl.a. af hotelmøbler, ligesom der bliver fortaget en hel del reparationer af gamle møbler.